# خولیو لوزانو دیاز

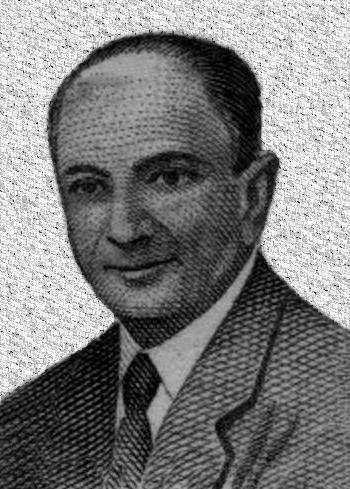
خولیو لوزانو دیازحسابدار

خولیو لوزانو دیاز (انگلیسی: Julio Lozano Díaz)؛ زادهٔ ۲۷ مارس ۱۸۸۵ – درگذشتهٔ ۲۰ اوت ۱۹۵۷) یک سیاستمدار و حسابدار اهل هندوراس بود. او از ۵ دسامبر ۱۹۵۴ تا ۲۱ اکتبر ۱۹۵۶ رئیس‌جمهور هندوراس بود.
خولیو لوزانو دیاز در ۲۰ اوت ۱۹۵۷، در سن ۷۲ سالگی درگذشت.